# Ommata moraguesi
Ommata moraguesi là một loài bọ cánh cứng trong họ Cerambycidae.